# Leptotrochila
Leptotrochila P. Karst. – rodzaj workowców z klasy Leotiomycetes.

## Systematyka i nazewnictwo
Pozycja w klasyfikacji według Index Fungorum
Drepanopezizaceae, Helotiales, Leotiomycetidae, Leotiomycetes, Pezizomycotina, Ascomycota, Fungi.
Synonimy
- Dibelonis Clem.,
- Dibelonis Clem. & Shear,
- Ephelina Sacc.,
- Fabraea Sacc.
- Placopezizia Höhn. 1916[2].

Gatunki występujące w Polsce
- Leptotrochila astrantiae (Ces.) Schüepp 1959
- Leptotrochila bartsiae Schüepp 1959
- Leptotrochila cerastiorum (Wallr. ex Fr.) Schüepp 1959
- Leptotrochila medicaginis (Fuckel) Schüepp 1959
- Leptotrochila phyteumatis (Fuckel) Schüepp 1959
- Leptotrochila phyteumatis (Fuckel) Schüepp 1959
- Leptotrochila ranunculi (Fr.) Schüepp 1959
- Leptotrochila repanda (Fr.) P. Karst. 1871
- Leptotrochila trifolii-arvensis (Nannf.) Schüepp 1959
- Leptotrochila verrucosa (Wallr.) Schüepp 1959

Nazwy naukowe na podstawie Index Fungorum. Wykaz gatunków według M.A. Chmiel.